# Vargem Grande do Rio Pardo (ort)
Vargem Grande do Rio Pardo är en ort i Brasilien.   Den ligger i kommunen Vargem Grande do Rio Pardo och delstaten Minas Gerais, i den östra delen av landet, 600 km öster om huvudstaden Brasília. Vargem Grande do Rio Pardo ligger 831 meter över havet och antalet invånare är 4 733.
Terrängen runt Vargem Grande do Rio Pardo är kuperad åt nordost, men åt sydväst är den platt. Vargem Grande do Rio Pardo ligger nere i en dal. Runt Vargem Grande do Rio Pardo är det glesbefolkat, med 8 invånare per kvadratkilometer.. Det finns inga andra samhällen i närheten.
I omgivningarna runt Vargem Grande do Rio Pardo växer huvudsakligen savannskog.